# 生物群系
生物群系（せいぶつぐんけい）ないしバイオーム（biome）は植物、動物、土壌生物の群集の類型を束ねる大分類である。植物群系（しょくぶつぐんけい）とも言う。
植物の構成（樹木、潅木、草）、葉の形式（広葉樹、針葉樹）、密度（森林、サバナ）その他気候などの因子に基づいて定義される。生物地理区とは異なり遺伝的・分類学的・歴史的な類似では定義されない。生物群系はしばしば生態遷移と極相によって決定される。
各生物群系の生物多様性の特徴、特に動物相の多様さと非優勢植物の形式は非生物的要因と優勢植生の生物量生産性による。種の多様性はより高い基礎生産性・湿度・温度で増加する傾向にある 。
基本的な生物群系の分類には
- 陸上の生物群系
- 水中の生物群系

があり、しばしば場所の名前を与えられる。例えばTemperate grassland or shrubland biomeは中央アジアのステップ、南部アフリカのサバナ・草原、北アメリカのプレーリー、南アメリカのパンパ、オーストラリアの未開拓奥地・低木地が知られる。時には生物群系全体が保護の対象となりえる（特に各国の生物多様性行動計画において）。

## 生物群系の地図

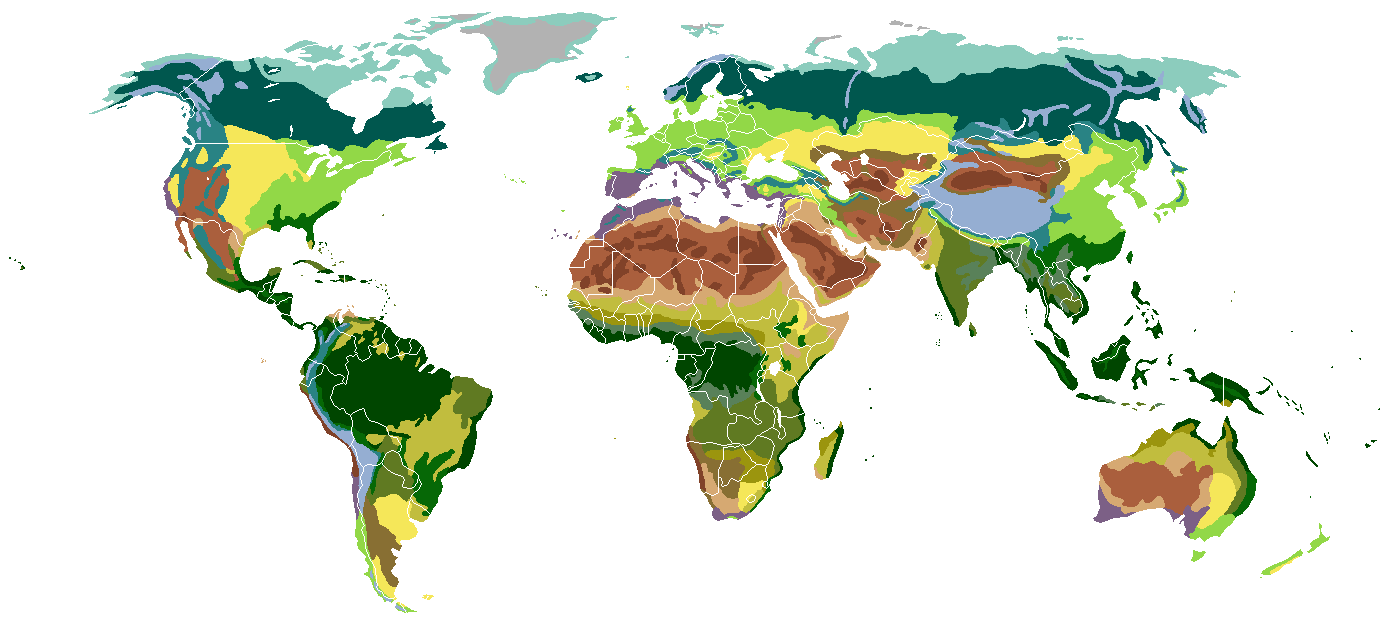

| 氷床及び極砂漠 ツンドラ タイガ 温帯広葉樹林 | 亜熱帯湿林 地中海性植生 モンスーン林 | 砂漠 乾燥性灌木地 ステップ | 草地サバンナ 樹木サバンナ 亜熱帯乾燥林 熱帯雨林 | 高山ツンドラ 温帯針葉樹林 |